# Costituzione del Lesotho
La Costituzione del Lesotho è la legge fondamentale che governa il Regno del Lesotho. Fornisce il quadro giuridico per la struttura del governo e stabilisce i diritti garantiti ai cittadini. La costituzione è stata adottata nel 1993. Mirava a distribuire il potere tra tre rami del governo, preservando al contempo il potere della monarchia.
Dal 1993 la costituzione è stata modificata cinque volte.

## Contenuto
La costituzione è composta da quindici capitoli contenenti 166 sezioni e tre allegati.
Capitolo 1: Il Regno e la sua Costituzione
Il capitolo 1 delinea il Regno e la sua costituzione. Innanzitutto, stabilisce il Lesotho come regno democratico sovrano e definisce il territorio del Regno. La sezione 2 stabilisce la Costituzione come legge suprema del Lesotho. Il capitolo specifica anche che le lingue ufficiali del Lesotho sono il sesotho e l'inglese.
Capitolo 2: Tutela dei diritti e delle libertà fondamentali dell'uomo
Il Capitolo 2 garantisce determinati diritti e libertà ai cittadini, fungendo da carta dei diritti. Ai cittadini è garantito il diritto alla vita, alla libertà personale e all'uguaglianza di fronte alla legge. Inoltre, la costituzione garantisce la libertà da trattamenti inumani, schiavitù, perquisizioni arbitrarie, sequestro di proprietà e discriminazione. Inoltre, ai cittadini è garantita la libertà di movimento, parola, associazione e coscienza.
Questa sezione specifica che queste garanzie sono riservate a tutti gli abitanti del Lesotho, indipendentemente da razza, sesso, lingua, religione, opinione politica, nazionalità e proprietà.
Capitolo 3: Principi della politica statale
Il capitolo 3 delinea i principi della politica statale. Innanzitutto la costituzione promette che il Lesotho adotterà politiche volte a promuovere l'uguaglianza e la giustizia. La sezione afferma inoltre che lo Stato deve adottare "misure appropriate per promuovere l'uguaglianza per i gruppi svantaggiati". Questi impegni si estendono alla protezione della salute, dell'istruzione, delle opportunità di lavoro, delle condizioni di lavoro e dei diritti delle vittime. Infine, la sezione promette di proteggere i bambini, i disabili, i gruppi culturali emarginati e persino l'ambiente.
Capitolo 4: Cittadinanza
Il capitolo 4 descrive come funziona la cittadinanza in Lesotho. La sezione inizia con l'assicurare a tutti i cittadini esistenti ai sensi del Lesotho Citizenship Order del 1971 che mantengano la loro cittadinanza ai sensi della nuova costituzione. La cittadinanza è estesa a chiunque sia nato in Lesotho dopo l'adozione della costituzione, ai figli e ai coniugi di coloro che sono nati in Lesotho e ai cittadini che hanno precedentemente rinunciato alla loro cittadinanza a causa di un matrimonio. Il Parlamento può creare disposizioni che consentano la cittadinanza di coloro che non soddisfano le condizioni sopra menzionate.
Capitolo 5: Il Re
Il capitolo 5 delinea l'ufficio e i doveri del re. Il capitolo stabilisce che il re del Lesotho è un monarca costituzionale e capo dello Stato. Chiarisce inoltre che il re è ancora vincolato dai limiti della costituzione. Il Collegio dei Capi ha il compito di gestire la successione e sostituire i monarchi dopo la loro scomparsa. Questa responsabilità si estende alla selezione di un re-reggente. Infine, al re e al reggente viene concessa l'immunità dalle tasse.
Capitolo 6: Il Parlamento
Il capitolo 6 delinea la struttura e i doveri del Parlamento. Il Parlamento è composto dal re, da un Senato e da un'Assemblea nazionale. I membri del Senato sono nominati dal re, mentre l'Assemblea nazionale è eletta dal popolo attraverso un sistema proporzionale misto. I membri del Parlamento devono essere cittadini del Lesotho e parlare inglese o sesotho. Questo capitolo stabilisce anche posizioni come il presidente e il vice presidente del Senato e il vice presidente dell'Assemblea Nazionale. Infine, ha istituito una commissione elettorale indipendente per proteggere l'equità delle elezioni.
Capitolo 7: Alterazione della Costituzione
Il capitolo 7 spiega il processo tramite il quale la costituzione può essere emendata. Questa capacità è riservata al Parlamento, che può presentare progetti di legge al re raccomandando modifiche.
Capitolo 8: L'esecutivo
Il capitolo 8 delinea l'autorità esecutiva del Lesotho. Il capo dell'esecutivo è il re, ma è comunque soggetto alle disposizioni della costituzione e del Parlamento. Il re deve nominare un primo ministro. Questa selezione dovrebbe essere il leader del partito dominante nell'Assemblea nazionale. Questo capitolo istituisce anche un gabinetto dei ministri che serve a consigliare il re e guidare il Parlamento. Il capitolo istituisce anche un consiglio di Stato per assistere ulteriormente il re. Ulteriori sezioni creano segretari principali, un segretario del governo, un procuratore generale, un direttore delle pubbliche accuse, il Collegio dei Capi e un comitato consultivo nazionale di pianificazione.
Capitolo 9: Terra
Il capitolo 9 spiega il processo di assegnazione delle terre nel nuovo regno democratico. Il potere di assegnare le terre è riservato al re, ma il Parlamento può adottare disposizioni che regolano il processo.
Capitolo 10: Finanza
Il capitolo 10 descrive come funzionerà il sistema finanziario in Lesotho. Tutte le entrate raccolte dal governo vanno a un fondo consolidato. Questo fondo può essere utilizzato solo se il Parlamento concorda su una legge di spesa. C'è un'eccezione quando il Parlamento deve creare fondi di emergenza per i periodi di emergenza.
Capitolo 11: La magistratura
Il capitolo 11 delinea la struttura e i doveri della magistratura. Questo capitolo stabilisce una Corte d'appello, un'Alta corte, corti subordinate e tribunali parlamentari. L'Alta corte ha giurisdizione illimitata per decidere quali casi può esaminare. I suoi giudici sono selezionati dal Parlamento e ci sarà un giudice capo. Tutti i giudici dell'Alta corte sono di ruolo e possono essere rimossi solo se viene dimostrata una cattiva condotta.
Capitolo 11A: Commissione per i diritti umani
Il capitolo 11A istituisce una Commissione indipendente per i diritti umani che ha il compito di monitorare i diritti umani in Lesotho. Questa commissione produrrà un rapporto annuale e lo presenterà al Parlamento per la riforma.
Capitolo 12: Il difensore civico
Il capitolo 12 istituisce un difensore civico che ha l'autorità di indagare sui reclami contro il governo. Può indagare su funzionari e istituzioni governative. Il difensore civico è soggetto a limitazioni che possono essere prescritte dal Parlamento.
Capitolo 13: Il servizio pubblico
Il capitolo 13 delinea il servizio pubblico. Innanzitutto istituisce una Commissione dei servizi pubblici che supervisiona l'organizzazione e la supervisione del servizio pubblico. Essa ha la responsabilità di nominare e licenziare i funzionari pubblici. Questo capitolo delinea le strutture della polizia, della Corte Marziale d'appello, del Servizio Nazionale di Sicurezza, del Servizio di Correzione, del Servizio dell'Insegnamento e delle Forze di Difesa.
Capitolo 14: Varie
Il capitolo 14 affronta vari aspetti del governo del Lesotho che le sezioni precedenti non prendono in considerazione. I funzionari pubblici possono dimettersi quando vogliono ed essere rinominati se qualificati. Questo capitolo chiarisce anche alcuni potenziali problemi di interpretazione con la formulazione del documento.
Capitolo 15: Disposizioni transitorie e temporanee
Il capitolo 15 spiega come le leggi preesistenti continueranno a essere in vigore dopo l'adozione della nuova Costituzione. Questa stessa logica si applica al re e al primo ministro che manterranno la loro carica. Tutti gli altri uffici e posizioni creati dalla Costituzione saranno istituiti immediatamente dopo l'adozione.
Implicazioni
Molti studiosi considerano la Costituzione del Lesotho come una risposta all'apartheid sudafricano. Percepiscono le rassicurazioni di una società libera, equa e giusta come sottili frecciate alla loro exclave. Nonostante l'ombudsman, la carta dei diritti e la commissione per i diritti umani, il Lesotho è dominato da norme patriarcali. Sebbene la costituzione sia stata scritta nel 1993, ha preso molto in prestito dalla Costituzione dei Basutoland che precedeva l'indipendenza del paese. La Costituzione intendeva stabilire forti ideologie nazionali e culturali per differenziare il Lesotho dal Sudafrica, ma gli studiosi ne mettono in dubbio l'efficacia.